# Измождённый Белый Герцог

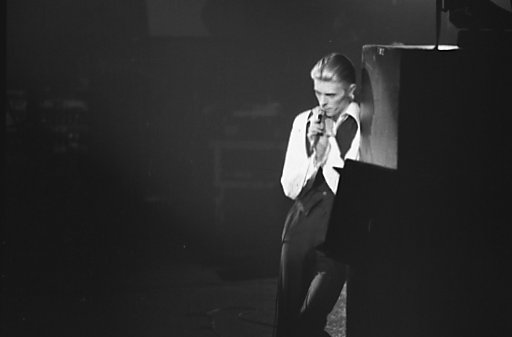
Боуи в образе Измождённого Белого Герцога, Торонто, 1976 год

Измождённый Белый Герцог (англ. The Thin White Duke) — вымышленный персонаж Дэвида Боуи, созданный им в 1976 году. Визуально образ был расширенным вариантом Томаса Джерома Ньютона — персонажа, сыгранного Боуи в научно-фантастическом фильме «Человек, который упал на Землю»; также Дэвид отметил в качестве модели для своего нового альтер эго Фрэнка Синатру. 
В первую очередь Герцог отождествляется с периодом альбома Station to Station (который был выпущен в том же году), этот персонаж упоминается в заглавном треке пластинки, хотя имидж Герцога уже использовался музыкантом в ходе продвижения альбома Young Americans (в частности, во время тура и промокампании альбома). 
На первый взгляд, Герцог казался более «обычным», чем предыдущие воплощения Боуи. В отличие от экстравагантного имиджа эры Зигги Стардаста, музыкант стал одеваться в элегантную одежду в стиле кабаре; но огромное количество кокаина, который он потреблял в течение этого периода, сделали его образ, по крайней мере который он демонстрировал во время интервью, более скандальным, чем когда бы то ни было (например, он назвал Гитлера одной из первых рок-звёзд). Как говорил сам Боуи, в этот жизненный период он существовал на «красном перце, кокаине и молоке».
Одетый с иголочки, в белой рубашке, чёрных брюках и жилете, образ Герцога представлял собой «пустого» человека, который пел романсы с неистовым напряжением, не демонстрируя никаких эмоций, «лёд под маской пламени». Персонаж был охарактеризован как «сумасшедший аристократ», «аморальный зомби» и «бесчувственный арийский сверхчеловек». Для себя Боуи определял Герцога как «действительно неприятного персонажа», а позже — как «чудовищный (образ) для меня лично».
Поскольку пристрастие к наркотикам разрушало его физическое и психическое здоровье, Боуи решил переехать из Лос-Анджелеса в Париж, а затем в Западный Берлин, где начал записывать новаторский и экспериментальный материал для Берлинской трилогии (Low, «Heroes» и Lodger) с Брайаном Ино, а также помогал в записи пластинок своему другу Игги Попу (The Idiot, Lust for Life).

## Влияние
Образ Измождённого Белого Герцога оставил след в поп-культуре. Так, визуально, персонаж компании DC Comics Джокер был частично вдохновлён этим сценическим амплуа Боуи, как и ещё один персонаж комиксов — Люцифер.
В 2022 году в лондонском районе Сохо открылся бар The Thin White Duke, с расположенной там же студией звукозаписи. В период проектирования бара его дизайн имел для создателей первостепенное значение. Влиянием Боуи отмечено всё заведение: в студии присутствует витраж с изображением музыканта, а один из залов называется Kyoto room, отражающая давний интерес Боуи к Японии. Верхний этаж будет оформлен в берлинском стиле, отсылая к Берлинской трилогии музыканта.